# Hypertelorismus-Hypospadie-Syndrom
Das Hypertelorismus-Hypospadie-Syndrom  oder Opitz-G/BBB-Syndrom ist eine seltene angeborene Erkrankung (Dysmorphiesyndrom) mit einer Kombination von Hypertelorismus (weitem Augenabstand), Hypospadie (Entwicklungsstörung der Harnröhre) und Lippen-Kiefer-Gaumen-Spalte.
Synonyme sind: BBB-Syndrom; Opitz-Syndrom; Hypertelorismus-Ösophagusanomalie-Hypospadie-Syndrom; Opitz G/X-chromosomales BBB-Syndrom; Opitz-Frias-Syndrom
Die Bezeichnung Opitz-Syndrom bezieht sich auf den Erstbeschrieb durch den deutsch-amerikanischen Humangenetiker John Marius Opitz.

## Verbreitung
Die Häufigkeit wird mit 1–9 auf 100.000 angegeben, bislang wurde über mehr als 150 Betroffene berichtet. Die Vererbung erfolgt teils  autosomal-dominant, teils x-chromosomal-rezessiv.

## Ursache
Etwa 80 % der X-chromosomalen Fälle sind durch Mutationen im MID1-Gen verursacht. Das Gen kodiert für das Midline-1-Protein.

## Klinische Erscheinungen
Kriterien sind:
- Ausgeprägter Hypertelorismus (in mehr als 95 %) mit breiter Nase und nach vorne gerichteten Nasenlöchern, prominente Stirn, Telekanthus
- Hypospadie ohne Kryptorchismus(in 80 %)
- Ohrmuscheldysplasie
- Lippen-Kiefer-Gaumen-Spalte oder Gaumenspalte (in 50 %)
- Larynxspalt (in 50 %)
- Speiseröhrenerkrankungen wie Dysphagie oder Gastroösophagealer Reflux (in 30 %)
- Geistige Behinderung (in einem Drittel)
- Zwerchfellhernie[4]

Selten können zusätzlich eine Analatresie, Larynxatresie, ein Vesikorenaler Reflux, Herzfehler, oder ein Iriskolobom auftreten.
Bei den weiblichen Überträger findet sich meist lediglich der Hypertelorismus.

## Diagnose
Eine vorgeburtliche Diagnostik durch Sonografie oder zuverlässig durch Chromosomanalyse ist möglich.
Bei männlichen Patienten mit einer Kombination von Hypertelorismus zusammen mit Hypospadie oder laryngo-trachealen Auffälligkeiten muss an dieses Syndrom gedacht werden.

## Differentialdiagnose
Abzugrenzen sind das Graham-Cox-Syndrom, Pallister-Hall-Syndrom oder der Hypertelorismus vom Typ Teebi, das Baraitser-Winter-Syndrom, Kranio-fronto-nasale Dysplasie, Frontonasale Dysplasie und Aarskog-Syndrom.

## Heilungsaussicht
Die Prognose hängt vom Schweregrad ab, der sehr variabel sein kann, auch innerhalb einer Familie.

## Geschichte
Auch von J. L. Frias und A. L. Rosenbloom stammt eine Beschreibung aus dem Jahre 1975.
Mit dem Begriff Opitz-Syndrom wurden zunächst zwei verschiedene Erkrankungen bezeichnet und als G-Syndrom bzw. BBB-Syndrom differenziert. Seit der Erkenntnis, dass es sich lediglich um eine Erkrankung handelt, spricht man vom Opitz-G/BBB-Syndrom.